# Eldarion
Eldarion je bil sin vilinske princese Arwen in gondorskega kralja Aragorna. Po očetu je nasledil gondorsko in arnorsko žezlo, ter postal prvi gondorski kralj, ki je bil polvilin.